# Ohara Inc.
Ohara Inc.   (engl. für jap. 株式会社オハラ Kabushiki-gaisha Ohara) ein japanischer Glashersteller mit Sitz in Sagamihara, Kanagawa. Weitere Niederlassungen sind in Japan, USA, Deutschland, Hong Kong, Malaysia, Taiwan und China.
Die Glasproduktion begann mit der Gründung durch Jinpachi Ohara im Jahr 1935. Heute gehören zu den Produkten:
- Optische Gläser
- Quarzglas
- Glaskeramiken
- IR-Materialien und optische Kristalle

## Optische Gläser

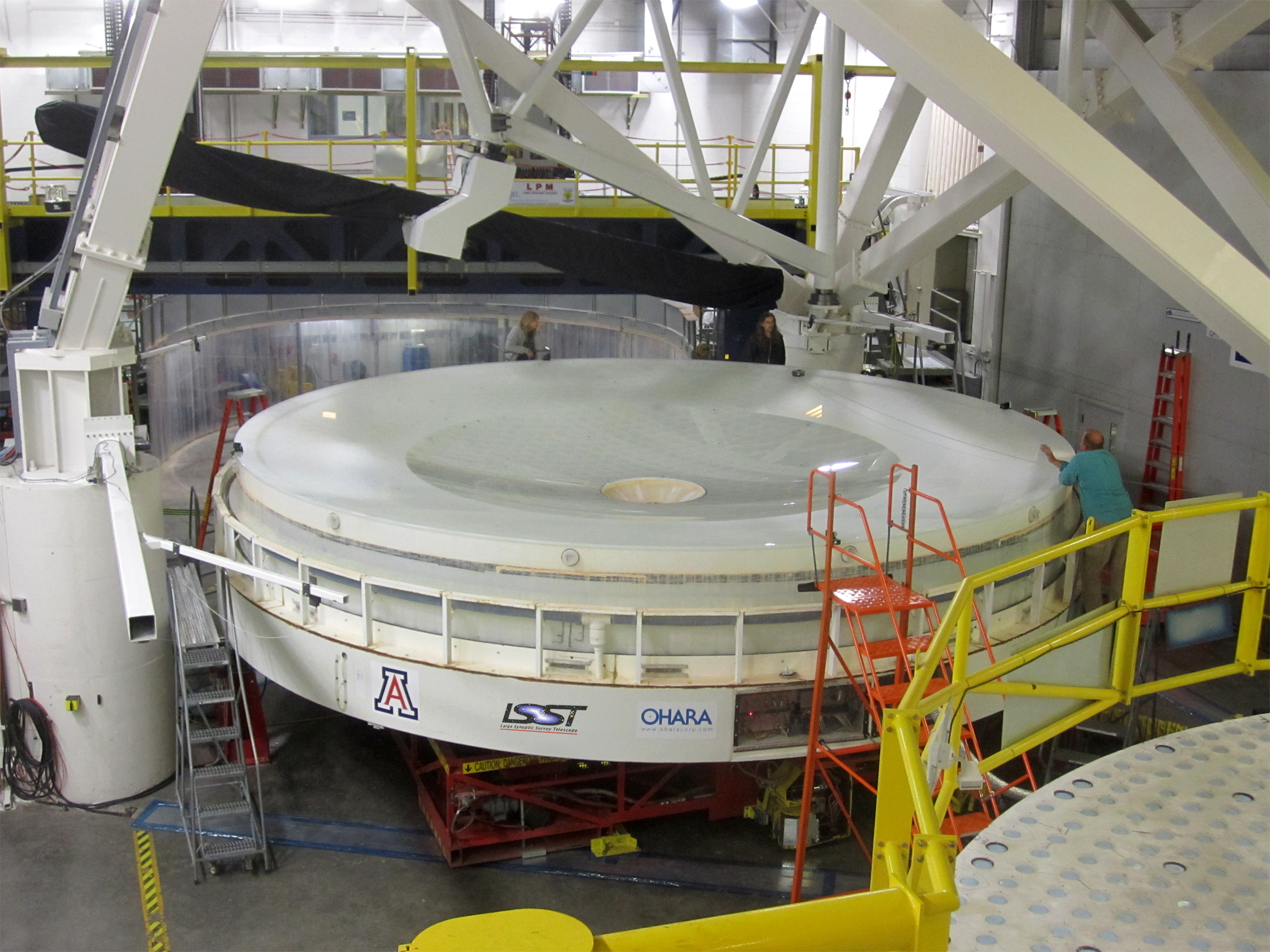
Der Spiegel M1/M3 des Large Synoptic Survey Telescope, gefertigt von dem University of Arizona's Steward Observatory Mirror Laboratory

Ohara gehört zu den führenden Herstellern von optischen Gläsern. Lens design programs listen beispielsweise die Kenndaten von Oharas Gläser wie die von Schott. Die Produktion liegt bei 300 Tonnen pro Monat (zum Vergleich 10.800 Tonnen/Monat bei Schott und über 108.000 Tonnen/Monat bei Corning). Zu den Gläsern gehören beispielsweise  FPL51 (das von Canon als UD Glas verwendet wird) und FPL53, welches eine hohe Abbe-Zahl von 95 ähnlich einem Calciumfluorit-Einkristall aufweist.

### Glas für Teleskopspiegel
Ohara fertigte 23,5 Tonnen ihres Borosilikatglas E6 für den Guss des kombinierten Primär-Tertiärspiegels des Large Synoptic Survey Telescope. Das Material wurde auch für die sieben 8,4 Meter durchmessenden Einzelspiegel des Giant Magellan Telescope und für die zwei des Large Binocular Telescope verwendet, sowie für eine Reihe weiterer großer Teleskopspiegel.
Eine nochmals geringere Wärmeausdehnung bietet das ebenfalls für Teleskopspiegel verwendete Clearceram, eine Glaskeramik ähnlich Zerodur; geplant ist dessen Einsatz auch in dem Thirty Meter Telescope.